# Volo TransAsia Airways 222
Il volo TransAsia Airways 222 era un collegamento passeggeri di linea operato da un ATR 72-500 che precipitò durante un tentativo di atterraggio a Magong, nelle Isole Penghu, a Taiwan, il 23 luglio 2014. Prima di schiantarsi aveva effettuato una riattaccata, dopo un tentativo di atterraggio non riuscito. Il volo TransAsia Airways 222 operava la rotta Kaohsiung-Magong con a bordo 54 passeggeri e 4 membri dell'equipaggio.
Il bilancio dell'incidente è di 48 morti e 10 feriti. Il ciclone tropicale Matmo stava attraversando Taiwan, causando forti venti e piogge torrenziali; circa 200 voli di linea vennero cancellati a causa delle avverse condizioni meteorologiche.

## L'aereo
Il volo era operato da un ATR 72-500 registrato B-22810, numero di serie 642, che volò la prima volta il 14 luglio 2000 per essere consegnato alla TransAsia Airways sei giorni dopo, il 20 luglio. L'aereo portava motori Pratt & Whitney Canada PW127.

## Passeggeri ed equipaggio
Il comandante del volo, Lee Yi-liang, aveva 60 anni e 22 994 ore di volo all'attivo, mentre il primo ufficiale Chiang Kuan-Hsing aveva 39 anni e 2 392 ore di volo all'attivo. Al momento non fu immediatamente chiaro se fossero morti o sopravvissuti.
A bordo erano presenti 4 membri dell'equipaggio e 54 passeggeri, 4 dei quali erano bambini.
| Nazionalità | Passeggeri | Equipaggio | Totale |
| ----------- | ---------- | ---------- | ------ |
| Francia     | 2          | 0          | 2      |
| Taiwan      | 52         | 4          | 56     |
| Totale      | 54         | 4          | 58     |

## L'incidente
Il volo TransAsia Airways 222 era programmato per decollare da Kaohsiung, nell'Isola di Formosa, Taiwan, alle 16:00 ora locale (10:00 CEST), ma decollò alle 17:43 a causa delle condizioni meteorologiche avverse.
Il volo avvenne senza particolari problemi fino all'avvicinamento alla destinazione. Le condizioni meteo all'aeroporto di Magong era pessime e la visibilità era scarsa, rendendo difficile per i piloti vedere la pista. Il controllo di avvicinamento di Kaohsiung istruì il volo 222 a rimanere in un circuito di attesa con altri tre aeromobili. Mentre attendeva, l'avvicinamento di Kaohsiung informò il volo 222 che la visibilità era migliorata all'aeroporto di Magong. Subito dopo, l'equipaggio chiese l'autorizzazione all'atterraggio per Magong. L'avvicinamento di Kaohsiung assegnò al volo un'altitudine inferiore e un vettore radar.
Alle 18:55, il velivolo venne autorizzato ad atterrare. Il volo 222 scese e mantenne l'altitudine di 2 000 piedi (610 m), quindi scese ancora all'altitudine assegnata di 400 piedi (120 m). L'equipaggio impostò l'altitudine a 300 piedi (91 m), al di sotto dell'altitudine minima di discesa di 330 piedi (100 m). Dopo essere sceso fino a 344 piedi (105 m), l'equipaggio impostò sull'autopilota 200 piedi (61 m).

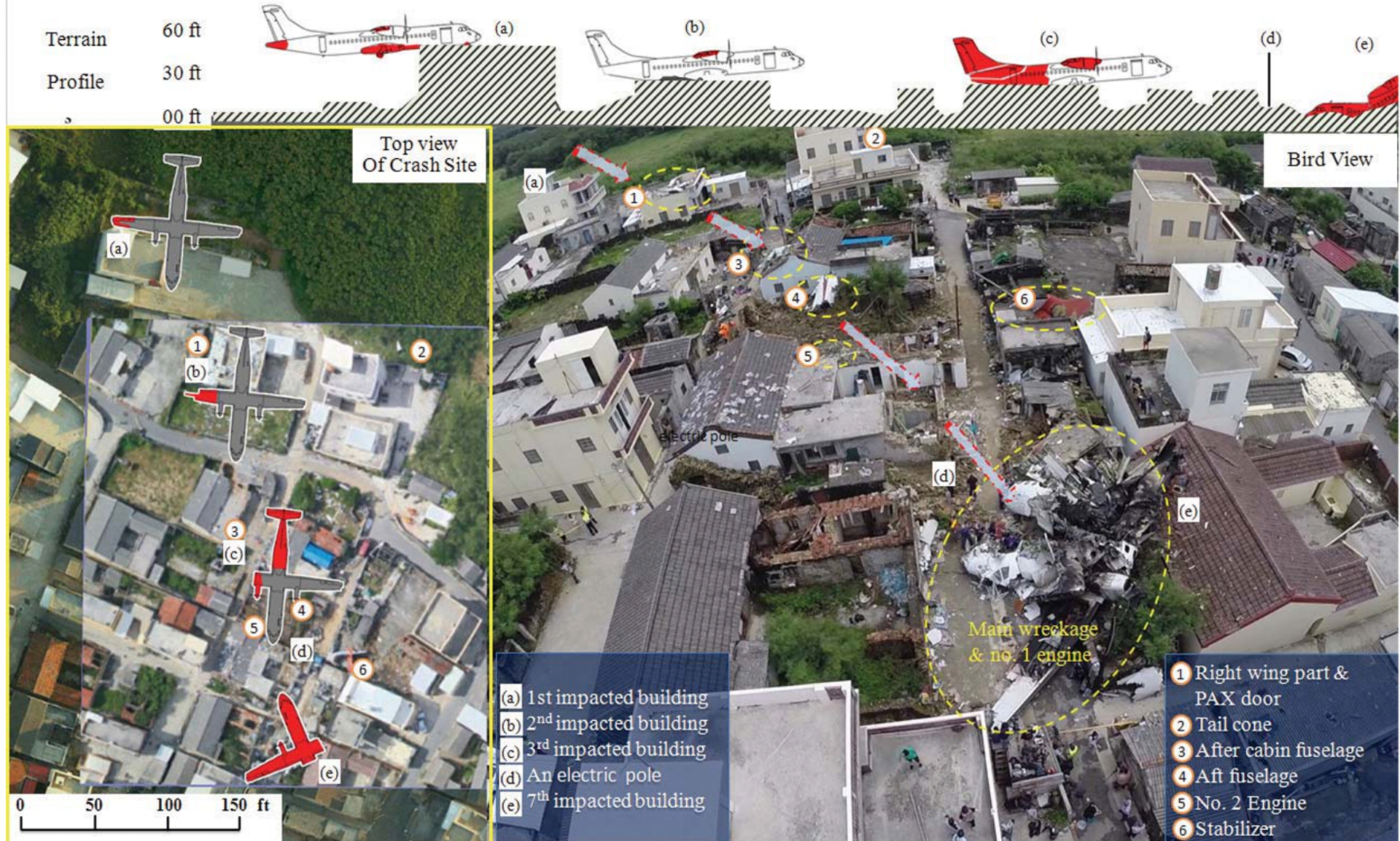
Sequenza dello schianto del volo 222

Alle 19:05, l'equipaggio disinserì il pilota automatico e lo smorzatore d'imbardata, cercando di individuare la pista, senza rendersi conto di aver deviato a sinistra durante la discesa. Quando il primo ufficiale e il comandante decisero di riattaccare, l'aereo aveva un'altitudine di soli 72 piedi (22 m), quindi la collisione con il suolo era inevitabile. L'aereo tranciò gli alberi per diverse centinaia di piedi in una piccola foresta. L'impatto causò il distacco di alcune parti dell'ATR 72.
Il volo 222 uscì dalla foresta finendo nel villaggio di Xixi e impattando contro diverse case del villaggio, distruggendole. La forza dell'impatto fanneggiò gravemente l'aereo, separando l'ala destra, lo stabilizzatore verticale e l'impennaggio. La forza dell'impatto squarciò la parte centrale della fusoliera. L'aereo esplose e si incendiò. I corpi di alcuni passeggeri furono trovati sulla strada del villaggio di Xixi.
La maggior parte dei sopravvissuti che riuscirono a uscire dai rottami dell'aereo cercò rifugio nelle case vicine. I residenti del villaggio di Xixi offrirono assistenza ai sopravvissuti e alcuni di loro curarono le loro ferite. Alcuni dei sopravvissuti presentavano ferite da taglio e ustioni. Solamente 10 delle 58 persone a bordo del volo 222 sopravvissero. Cinque persone a terra rimsero ferite.

## Le indagini
È stata avviata un'indagine ufficiale condotta dall'Aviation Safety Council (ASC) di Taiwan. Le squadre di soccorso taiwanesi rinvennero le scatole nere del velivolo il giorno successivo l'incidente, il 24 luglio 2014. Furono inviate e analizzate a Taipei. È stato rivelato che i piloti hanno annunciato un'interruzione e una riattaccata alle 19:06, durante l'avvicinamento finale. In quel momento, il numero di giri al minuto del motore numero 1 (lato pilota sinistro) calò, mentre il registratore vocale della cabina di pilotaggio registrava suoni insoliti. Questi suoni sono stati considerati coerenti con un'elica che gira sugli alberi, un'interpretazione supportata dalla scoperta di resti di rami di alberi in un motore.
Inizialmente (anche in base a quanto Taiwan News riferì) si pensava che l'incidente fosse correlato al ciclone tropicale Matmo che in quelle ore stava lasciando le Isole Penghu, dopo averle attraversate nel corso della giornata. Immagini satellitari mostravano forti piogge sulla zona al momento dell'incidente.
In seguito alle indagini, però, si scoprì che il principale motivo del disastro fu il mancato svolgimento delle operazioni standard previste in caso di condizioni meteo avverse. Infatti, all’epoca Transasia era una compagnia in forte sviluppo economico; solo che, a causa di una mancanza di sufficienti piloti, quei pochi che erano alle dipendenze della compagnia erano spesso sottoposti a condizioni di lavoro molto dure (il numero medio di voli giornalieri per ogni pilota era circa 6). Questo fatto, che determinava un forte senso di stanchezza, fece sì che i piloti (del volo 222 e non solo) spesso ignorassero le procedure stabilite dall’ICAO, proprio a causa di una insufficiente attenzione mentale.
Nel caso del volo 222, i piloti, eccessivamente stressati, decisero di scendere sotto la DH (Decision Height, quota minima entro la quale bisogna avere la pista in vista), nonostante la visibilità non permettesse di vedere l’aeroporto. In questo modo, e non avendo alcun punto di riferimento visivo, i piloti incominciarono a volare alla cieca e l’aereo, a causa di forti venti laterali, finì fuori dalla rotta prevista per l’avvicinamento, senza che i piloti se ne accorgessero. Solo dopo che l’aereo colpì un albero, questi si resero conto dell’errore, ma, a quel punto, l’aereo era così basso che qualsiasi manovra di riattaccata si rivelò inutile.

### Conclusioni
Il rapporto finale è stato pubblicato nel gennaio 2016. Dall'indagine è emerso che si è trattato di un incidente con volo controllato contro il suolo. L'equipaggio aveva una consapevolezza limitata della vicinanza dell'aereo al terreno. Hanno continuato l'avvicinamento al di sotto dell'altitudine minima di discesa quando non erano in vista dell'ambiente della pista. Il Capitano non rispettava (e ne ignorava completamente) le politiche, le procedure e i regolamenti. Questo tipo di atteggiamento pericoloso è caratterizzato come "Anti-Autorità".
Il rapporto finale è giunto alla seguente conclusione:

## Reazioni
- Il Presidente taiwanese Ma Ying-jeou ordinò l'assistenza immediata alle famiglie delle vittime e chiese un'indagine approfondita sull'accaduto.[15]
- Xi Jinping, Segretario Generale del Partito Comunista Cinese, espresse cordoglio per le vittime dell'incidente aereo tramite un comunicato dell'Ufficio per gli Affari di Taiwan del Consiglio di Stato della Repubblica Popolare Cinese nel quale veniva offerto anche aiuto nei soccorsi, aiuto però rifiutato da Taiwan.[16][17][18]
- Il Direttore Generale di TransAsia Airways Chooi Yee-Choong si scusò e si disse dispiaciuto per l'incidente in una conferenza stampa tenutasi la sera stessa.[5][19][20]
- 19 diplomatici internazionali presenti a Taiwan osservarono un momento di silenzio in omaggio alle vittime del volo.[21]
- L'Unione europea espresse un comunicato di cordoglio a nome di tutti gli Stati dell'Unione.[21]

## Conseguenze
Il 30 luglio, TransAsia Airways ha annunciato di aver apportato modifiche alle procedure operative standard per i voli nazionali e che d'ora in poi richiederà che la visibilità all'aeroporto di arrivo sia superiore del 50% al minimo pubblicato prima di tentare un atterraggio e che il tempo massimo di attesa aspettando che il tempo migliori prima di dover deviare ci vorranno trenta minuti. Il 25 agosto, la compagnia aerea ha annunciato un risarcimento di 14,9 milioni di NT $ per ciascuna delle 48 vittime dell'incidente, la tariffa più alta che una compagnia aerea taiwanese ha pagato alle vittime dell'incidente dai tempi del Volo China Airlines 611 nel 2002.